# Cristina Kelder
Cristina Kelder (Bolzano, 13 agosto 1981) è un'ex fondista italiana.

## Biografia
In Coppa del Mondo esordì il 28 dicembre 2000 a Engelberg (39ª) e ottenne l'unico podio il 7 dicembre 2003 a Dobbiaco (3ª). In carriera prese parte a due edizioni dei Campionati mondiali (13ª nella sprint a Val di Fiemme 2003 il miglior risultato).
Nel settembre del 2005 fu sottoposta a un intervento chirurgico per curare un difetto cardiaco e non tornò più alle gare.

## Palmarès

### Mondiali juniores
- 1 medaglia:
  - 1 bronzo (sprint a Štrbské Pleso 2000)

### Coppa del Mondo
- Miglior piazzamento in classifica generale: 33ª nel 2005
- 1 podio (a squadre):
  - 1 terzo posto

### Campionati italiani
- 3 medaglie[2]:
  - 2 ori (sprint nel 2003; sprint nel 2004)
  - 1 bronzo (staffetta nel 2004)